# گوبیو
گوبیو (به ایتالیایی: Gubbio) یک کومونه در ایتالیا است که در استان پروجا واقع شده‌است.

## خصوصیات
گوبیو ۵۲۵ کیلومترمربع مساحت و ۳۲٬۹۹۸ نفر جمعیت دارد و ۵۲۲ متر بالاتر از سطح دریا واقع شده‌است.

## خواهرخوانده
شهرهای ورتهایم آم ماین، Thann، سلون دو پروانس و ویتربو خواهرخوانده‌های گوبیو هستند.